# Gornja Grabovica
Gornja Grabovica (izvirno srbsko Горња Грабовица) je naselje v Srbiji, ki upravno spada pod Mesto Valjevo; slednja pa je del Kolubarskega upravnega okraja.
- naselje Gornja Grabovica - panorama
- naselje Gornja Grabovica - panorama
- naselje Gornja Grabovica - panorama
- naselje Gornja Grabovica - panorama
- naselje Gornja Grabovica - panorama
- naselje Gornja Grabovica - panorama
- naselje Gornja Grabovica - vas škola

## Demografija
V naselju živi 1079 polnoletnih prebivalcev, pri čemer je njihova povprečna starost 37,3 let (36,4 pri moških in 38,2 pri ženskah). Naselje ima 460 gospodinjstev, pri čemer je povprečno število članov na gospodinjstvo 2,97.
To naselje je, glede na rezultate popisa iz leta 2002, večinoma srbsko.
|  |

| Demografija | Demografija     | Demografija     |
| Leto        | Št. prebivalcev | Št. prebivalcev |
| ----------- | --------------- | --------------- |
|             |                 |                 |
|             |                 |                 |
|             |                 |                 |
|             |                 |                 |
| 1948        | 945             |                 |
| 1953        | 619             |                 |
| 1961        | 692             |                 |
| 1971        | 691             |                 |
| 1981        | 871             |                 |
| 1991        | 1228            | 1167            |
| 2002        | 1585            | 1366            |
|             |                 |                 |

| Etnična sestava po popisu iz leta 2002 | Etnična sestava po popisu iz leta 2002 | Etnična sestava po popisu iz leta 2002 | Etnična sestava po popisu iz leta 2002 | Etnična sestava po popisu iz leta 2002 |
| -------------------------------------- | -------------------------------------- | -------------------------------------- | -------------------------------------- | -------------------------------------- |
| Srbi                                   | Srbi                                   |                                        | 948                                    | 69,39%                                 |
| Romi                                   | Romi                                   |                                        | 398                                    | 29,13%                                 |
| Jugoslovani                            | Jugoslovani                            |                                        | 4                                      | 0,29%                                  |
| Romuni                                 | Romuni                                 |                                        | 1                                      | 0,07%                                  |
| Madžari                                | Madžari                                |                                        | 1                                      | 0,07%                                  |
| Neznano                                | Neznano                                |                                        | 13                                     | 0,95%                                  |